# Awangku Yura Indera
Awangku Yura Indera Putera bin Pengiran Yunus (Bandar Seri Begawan, 3 settembre 1997) è un calciatore bruneiano, centrocampista del DPMM e della Nazionale bruneiana.

## Carriera

### Club
Nel 2014 ha giocato per il Marja United. Dal 2015 gioca per il DPMM.

### Nazionale
Ha esordito con la Nazionale del Brunei il 16 ottobre 2014,  in Brunei-Myanmar.